# Het Loo (Wierden)
Het Loo is een buurtschap in de gemeente Wierden in de Nederlandse provincie Overijssel. Het ligt in het oosten van de gemeente, een kilometer ten noordwesten van Wierden, aan de N751 richting Ommen.
Hoofdplaats: Wierden      Dorp: Enter

Buurtschappen: Enterbroek · Hoge Hexel · Huurne · De Kolonie · Het Loo · Notter · Rectum · IJpelo · Zuna

Overijssel · Steden en dorpen in Overijssel      Nederland · Provincies · Gemeenten